# モーツァルトとクジラ
『モーツァルトとクジラ』は2005年に製作された恋愛映画である。

## 概要
ノルウェー出身の映画監督ペッター・ネスのハリウッド進出の第1作である本作。自閉症の一種であるアスペルガー症候群の主人公が、同じく自閉症の美容師と不器用にも人間らしい関係を築いていく様を温かい視点で描いている。不器用にも前向きに生きる主人公を『ブラックホーク・ダウン』などで知られるジョシュ・ハートネット。対して自由奔放かつ繊細な人格を持つ一風変わった美容師にオーストラリア人女優のラダ・ミッチェルが演じている。脚本は『レインマン』のロナルド・バスが手掛けている。もともとは、スティーヴン・スピルバーグがロビン・ウィリアムズとティア・レオーニを起用してドリームワークスにより映画化する予定だったが監督のスケジュールの都合により、企画はペッター・ネスへと変更された。

## あらすじ
自閉症の一種であるアスペルガー症候群の症状を持つ主人公のドナルド（ジョシュ・ハートネット）。彼は、同じく障害を持つグレゴリー（ジョン・キャロル・リンチ）やグレイシー（ラスティ・シュウィマー）らと共に定期的に集会を開き互いをサポートする、自助グループのリーダーを務めている。ある日、その集会にイザベル（ラダ・ミッチェル）という名の美容師がやって来る。彼女は自分の障害を認めつつも、過去に持つ悲しい思い出を引きずっていた。イザベルは集会へ参加するうちに、不器用ながらも今まで知り合ったどの男とも違う優しさを持つドナルドに興味を抱き始める。一方のドナルドも、自由奔放だが魅力的で活発なイザベルに恋をし始め、二人は互いに距離を縮めていく。

## キャスト
※括弧内は日本語吹替
- ドナルド・モートン - ジョシュ・ハートネット（内田夕夜）
- イザベル・ソレンソン - ラダ・ミッチェル（岡寛恵）
- ウォレス - ゲイリー・コール（加藤亮夫）
- ジャニス - シーラ・ケリー
- グレゴリー - ジョン・キャロル・リンチ（石井隆夫）
- グレイシー - ラスティ・シュウィマー（宮寺智子）
- スキーツ - アレン・エヴァンジェリスタ
- ブロンウィン - エリカ・リーセン

## スタッフ
- 監督：ペッター・ネス
- 製作：ジェームズ・アシェソン、ロナルド・バス、ボアズ・デヴィッドソン、フランク・デマルティーニ
- 脚本：ロナルド・バス
- 撮影：スヴァイアン・クローヴェル
- 音楽：デボラ・ルーリー
- 衣装：ハー・ウィン
- 編集：リサ・ゼノ・ハーウィン